# Tomasz Ligas
Tomasz Ligas (ur. 18 grudnia 1914 w Tylmanowej, zm. 22 marca 1988 w Nowym Targu) – polski artysta ludowy, rzeźbiarz, malarz na szkle.

## Życiorys
Urodził się w rodzinie chłopskiej. Posiadał wykształcenie średnie. Od szkolnych lat wykazywał zainteresowanie i talent do rysunków i malarstwa. Przed 1939 rokiem zaczął malować obrazy olejne. Były to przeważnie kopie obrazów religijnych, na które Ligas miał duży popyt. Później zaczął rzeźbić linoryty i drzeworyty. Niektóre z nich publikowano w kilku pismach młodzieżowych. Wykonywał również dekoracje w amatorskim teatrze, w którym sam również grywał. 
W czasie II wojny światowej walczył jako żołnierz, część tego okresu przebywał w więzieniu. Po wojnie zamieszkał w Łodzi. W 1952 roku z rodziną powrócił „w góry” i na stałe osiedlił się w Krościenku nad Dunajcem. Z zawodu był księgowym, do 1977 roku pracującym w Spółdzielni Cepeliowskiej „Pieniny” w Krościenku.
Tomasz Ligas był aktywnym działaczem społecznym i kulturalnym. Już w okresie międzywojennym należał do Związku Młodzieży Wiejskiej„Wici”, po wojnie organizował życie kulturalne na Podhalu, był członkiem Komisji Kultury Wojewódzkiego Komitetu ZSL w Krakowie, był współzałożycielem klubu amatorów plastyków przy Powiatowym Domu Kultury w Nowym Targu. Przez 18 lat, od 1953 roku sprawował pieczę nad zespołem pieśni i tańca „Pieniny”. Od 1971 roku należał do Stowarzyszenia Twórców Ludowych (co przez kilka wcześniejszych lat było mu uniemożliwiane, ponieważ tworzył – będąc księgowym – jako „nieludowy inteligent”). Od 1974 roku był członkiem Zespołu Opieki nad Zabytkami. 

## Twórczość

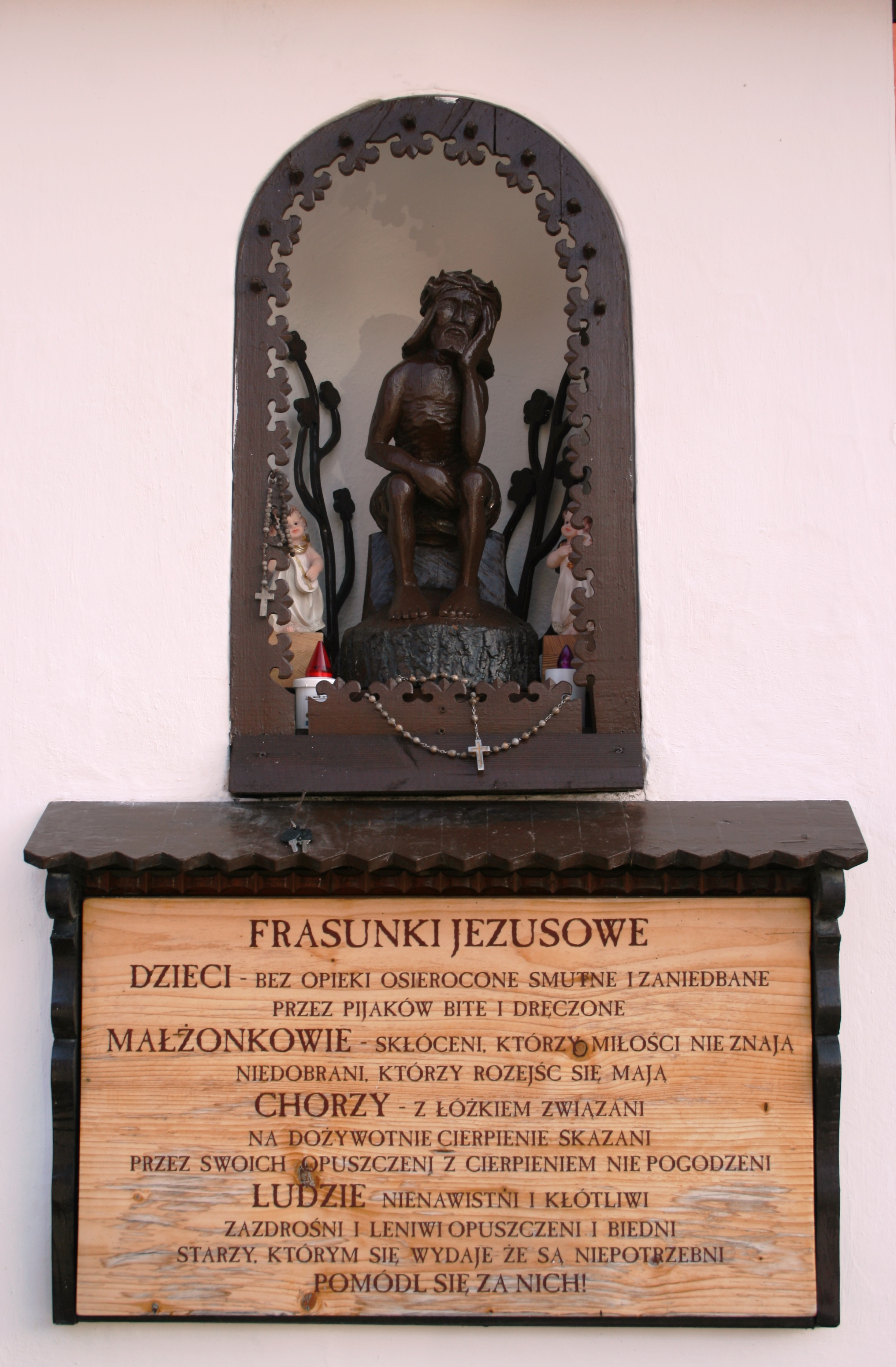
Świątek Chrystus Frasobliwy w bramie Kościoła Wszystkich Świętych w Krościenku nad Dunajcem autorstwa Tomasza Ligasa

W okresie dzieciństwa dużo malował. Od dzieciństwa także rzeźbił. Mając 16 lat poznał Józefa Janosa z Dębna. Około 1953 roku – pod wpływem Jana Jachimiaka, urodzonego także w Tylmanowej, już wtedy znanego malarza ludowego – Tomasz Ligas zaczął malować obrazy na szkle. Kontynuował tradycyjną tematykę obrazów podhalańskich, zaczął jednak stosować odmienne rozwiązania plastyczne nawiązujące do techniki linorytu, drzeworytu bądź witrażu. Postacie malowane przez Ligasa miały wyraźne kontury wypełniane jednolitymi płaszczyznami kolorystycznymi bez łagodnych półtonów, bądź kilku barw obok siebie. W 1969 roku wziął udział w konkursie malarstwa na szkle zorganizowanym przez Muzeum Tatrzańskie w Zakopanem. W grupie malarzy-amatorów zdobył III miejsce (patrz niżej).
W latach 60. XX wieku Tomasz Ligas zainteresował się rzeźbą (pierwsza jego rzeźba, św, Jerzy, powstała w 1960 roku). W 1963 roku przedstawił kilka rzeźb Komisji Etnograficznej „Cepelii" w Krakowie. Rzeźby zostały pozytywnie ocenione przez prof. Tadeusza Seweryna, co spowodowało, że Ligas zaczął przesyłać swoje prace na wystawy i konkursy.
W jego rzeźbiarstwie dominowały tematy religijne: Chrystus Frasobliwy, Pietà, Matka Boska z Dzieciątkiem, Boże Narodzenie, Pokłon Trzech Króli i święci: Jerzy, Krzysztof, Sebastian, Florian, Franciszek, Hieronim, błogosławiona Kinga i inne. Ponadto sceny wielofiguralne: Opłakiwanie Chrystusa, Boże Narodzenie. Pojawiały się również miejscowe obrzędy i zwyczaje, głównie cyklu zimowego: kolędnicy z szopką, gwiazdą, z turoniem. Tematy te przedstawiał Ligas w płaskorzeźbach o specyficznej kompozycji i technice snycerskiej, w których widoczny był klimat drzeworytnictwa. 
W podobnej technice Ligas wykonywał płaskorzeźby „ludowe”: zbójników tatrzańskich, sceny z życia wsi góralskiej, sceny historyczne i legendarne.
Płaskorzeźby wykonywał głównie z desek lipowych, a rzeźby – głównie z drewna lipowego, jesionowego, modrzewiowego i jaworowego. Posługiwał się skromnym zestawem narzędzi: kilkoma nożami i dłutami. Rzeźby i płaskorzeźby Ligasa najczęściej były malowane w jednolitej tonacji brązowawej (bejcowane i politurowane).

## Znane dzieła Ligasa
- W Krościenku nad Dunajcem w bramie Kościoła Wszystkich Świętych znajduje się jego Chrystus Frasobliwy we wnęce, pod którą znajdują się rymowane „Smutki Jezusowe” według tekstu ks. Mieczysława Malińskiego; wewnątrz kościoła – na prawym słupie filarów chóru muzycznego – rzeźba Św. Antoniego w kapliczce, dłuta Tomasza Ligasa,
- w kościele parafialnym oo. Bernardynów w Zakopanem Tomasz Ligas wyrzeźbił w 1973 roku antepedia w ołtarzach i wielki żyrandol w głównej nawie[1].

Jego prace znajdują się w zbiorach muzealnych m.in. w takich muzeach, jak:
- Muzeum Tatrzańskie w Zakopanem
- Muzeum Wojska w Białymstoku
- Muzeum Wsi Radomskiej w Radomiu
- Państwowe Muzeum Etnograficzne w Warszawie
- Muzeum Etnograficzne w Toruniu
- Muzeum im. Władysława Orkana w Rabce-Zdroju
- kolekcja Jacka Macaka w Krakowie
- kolekcje Jacka Parczewskiego i Pawła Jansona w Warszawie.

## Wystawy
Po raz pierwszy jego prace były przedstawione na zbiorowej wystawie rzeźby ludowej w 1965 roku. 
Miał 6 wystaw indywidualnych, pierwszą w Zakopanem w 1966 roku, potem w Nowym Targu, a w 1971 roku – w Warszawie, zorganizowanej przez Związek Podhalan i Towarzystwo Przyjaciół Sztuk Pięknych. Ponadto prace Tomasza Ligasa były wystawiane na wystawach zbiorowych sztuki ludowej w różnych muzeach w Polsce. W jednym z katalogów rzeźbiarz wymienił 24 takie wystawy. 

## Niektóre nagrody
- W 1967 roku w konkursie: „Ludowe zdobnictwo drzewne na Podhalu” w Zakopanem otrzymał wyróżnienie,
- w konkursie na współczesną rzeźbę ludową zorganizowaną w Warszawie w 1969 roku przez Zarząd Główny STL otrzymał nagrodę,
- w konkursie malarstwa na szkle zorganizowanym przez Muzeum Tatrzańskie w Zakopanem w 1969 roku w grupie malarzy-amatorów zdobył III miejsce za kompozycję 4 obrazów na szkle przedstawiających Chrystusów Frasobliwych, św. Jerzego i św. Barbarę,
- w grudniu 1971 roku otrzymał II nagrodę w organizowanym przez Cepelię konkursie Polskiej Szopki Ludowej,
- 18 września 1972 roku w konkursie zorganizowanym przez Muzeum w Nowym Sączu, Wydział Kultury PWRN przy współpracy merytorycznej Pracowni Badania Polskie Sztuki Ludowej Instytutu Sztuki Ludowej PAN w Krakowie, w grupie twórców wykraczająch poza ludową sztukę tradycyjną otrzymał III nagrodę,
- w konkursie „Współczesna rzeźba ludowa Karpat Polskich” (Nowy Sącz, 1972) zdobył III nagrodę,
- w konkursie: „Wojsko Polskie w rzeźbie ludowej” (Warszawa 1975) – nagroda,
- w „II Konkursie Współczesnej rzeźby ludowej Karpat Polskich” (Nowy Sącz, 1975) – nagroda.

## Ordery i odznaczenia
- Krzyż Kawalerski Orderu Odrodzenia Polski (1986)[2]
- Odznaka „Zasłużony Działacz Kultury”
- Odznaka „Za opiekę nad zabytkami”
- Odznaka Zasłużonego Działacza Ruchu Spółdzielczego.

## Życie rodzinne
14 października 1945 roku poślubił Wiesławę Dobras, z którą miał pięcioro dzieci: Stanisława (ur. w 1947 roku), Marię (ur. w 1950 roku), Andrzeja (ur. w 1953 roku), Marka (ur. w 1959 roku) i Inez (ur. w 1969 roku).